# Poème symphonique (Ligeti)
Poème symphonique est une œuvre musicale du compositeur hongrois György Ligeti composée en 1962.

## Description
Poème symphonique requiert 100 métronomes (de préférence en forme de pyramide), un chef d'orchestre et dix exécutants. Chacun des métronomes, à l'arrêt complet, est placé sur la scène, remonté et ajusté à une certaine fréquence. Lorsqu'ils sont tous remontés, le chef d'orchestre décide d'un silence de deux à six minutes. Puis, à son signal, tous les métronomes sont déclenchés aussi simultanément que possible. Les exécutants sortent de la salle alors que les métronomes battent la mesure. Ceux-ci s'arrêtent les uns après les autres et laissent percevoir de plus en plus nettement la périodicité des battements. Ensuite, seuls quelques-uns battent ; ce sont ceux qui ont été réglés aux vitesses les plus lentes. La pièce se termine après que le dernier métronome a battu seul quelque temps, suivi par un silence. Les exécutants retournent alors sur scène pour saluer.
Au total, la pièce dure un peu moins d'une vingtaine de minutes.

## Historique
György Ligeti compose Poème symphonique en 1962, lors de sa brève rencontre avec le mouvement Fluxus.
La pièce est créée le 13 septembre 1963 à l'hôtel de ville de Hilversum, aux Pays-Bas, lors d'une réception officielle, dernier événement d'une série de concerts menée par la fondation Gaudeamus, où elle cause un énorme scandale. Inconscient de la portée de l'événement — qui doit inclure une retransmission télévisée —, Ligeti joue lui-même le rôle du chef d'orchestre et donne le départ des métronomes dans la salle de banquet. Après la performance, le public, qui n'était pas au courant de son contenu avant son exécution, proteste vivement. À la demande de la mairie d'Hilversum, la diffusion du concert à la télévision hollandaise est annulée et remplacée par un match de football.
Poème symphonique est la dernière œuvre créée par Ligeti en relation avec Fluxus. Il ne répète pas ce type d'expérience par la suite, mais plusieurs de ses pièces instrumentales qui suivent exploitent cette modification lente d'un paysage sonore.
La pièce n'est que très rarement jouée en public après 1963, principalement à cause de sa difficulté de réalisation. Elle est en revanche enregistrée à plusieurs reprises. En 1995, le sculpteur Gilles Lacombe invente un dispositif qui facilite considérablement son exécution, puisque la pièce peut être jouée automatiquement, sans l'intervention d'exécutants.